# Hugo Haase
Hugo Haase (Allenstein, 1863. szeptember 29. – Berlin, 1919. november 7.) ügyvéd, a német szociáldemokraták baloldalának vezető politikusa volt. Az első világháborút ellenezve 1916-ban lemondott  Németország Szociáldemokrata Pártjának (SPD) társelnöki pozíciójáról, majd saját, független szociáldemokrata pártot alapított USPD néven. 1919 októberében merénylet áldozata lett. Sebesülései olyan súlyosak voltak, hogy röviddel ezt követően elhunyt.

## Élete
Hugo Haase 1863. szeptember 29-én született Allensteinben egy zsidó származású család gyermekeként. Édesapja, Nathan Haase cipész volt, édesanyját pedig Pauline Ankernak hívták. Haase Königsbergben folytatott jogi tanulmányokat, majd 1887-ben csatlakozott Németország Szociáldemokrata Pártjához. Haase munkások, parasztok és szociáldemokraták pereiben védőügyvédként szerzett hírnevet magának. 1894-ben a königsbergi tartományi parlamentbe, három évvel később pedig a Reichstagba választották be. 1911-ben August Bebellel együtt megválasztották a szociáldemokrata párt társelnökévé. 1907-ben kilépett a Reichstagból, majd 1912-ben visszatért oda és az első világháború végéig, valamint az azt követő forradalomig maradt parlamenti képviselő. 1913-ban, Bebel halála után, Friedrich Ebertet nevezték ki Németország Szociáldemokrata Pártjának (SPD) főtitkárává. Ebert vette át a párt társelnöki pozícióját is.
Bár a béke híveként ellenezte az 1914 augusztusi hadüzenetet, de pártja irányvonalát követve a háborús kiadások támogatása mellett szavazott. 1916-ban, a háború iránti egyre növekvő ellenszenve és annak területszerzésre irányuló jellege miatt lemondott a párt társelnöki pozíciójáról. 1917 áprilisában Haase szakított az SPD-vel és a megalakuló Németország Független Szociáldemokrata Pártjának (USPD) egyik alapító tagja lett. Az új párt a béke politikájának követése mellett állt ki.
A háború végén az  1918–19-es németországi forradalom következményeként Eberttel együtt tagja lett a hat tagú Népmegbízottak Tanácsának, mely a weimari köztársaság első ideiglenes kormányának szerepét töltötte be. Haase korlátozott hatáskört kapott a német külügyben való részvételben és a német gyarmatokat illetően is. 1918 decemberében az új kormány hadügyi politikája miatti tiltakozása jeleként Haase és két párttársa, Wilhelm Dittmann és Emil Barth lemondott. 1919. október 8-án egy magányos, jobboldali támadó merényletet követett el ellene. Sebesülései olyan súlyosak voltak, hogy röviddel ezt követően, 1919. november 7-én Berlinben elhunyt.
Házastársa Thea Lichtenstein volt. Három gyermekük volt: Ernst, Hilde és Gertrud.